# Хорезмская правда
Хоре́змская пра́вда (узб. Xorazm haqiqati / Хоразм ҳақиқати) — центральная общественно-политическая газета Хорезмской области Узбекистана. Издателем является хокимият (администрация) Хорезмского вилоята (области) Республики Узбекистан.
Начал выходить на свет с 6 июля 1921 года на русском языке под названием «Известия полномочного представительства РСФСР в Хорезмской Советской Республике». После упразднения ХНСР (ХССР), проведения национально-территориального размежевания Средней Азии и образования Узбекской ССР, газета стала выпускаться под названием «Последние вести», также на русском языке, три раза в неделю. С 21 мая 1927 года газета превратилось в русскоязычное приложение к узбекско-русскоязычной газете «Солнце революции» (узб. انقلاب ﻖﻮﻳﺎﺷﯽ / Inqilab quyaşi). 1 января 1941 года получил современное название. В советское время являлась центральной газетой Хорезмского обкома Узбекской ССР. С 1991 года центральный печатный орган хокимията (администрации) Хорезмского вилоята Узбекистана, издающийся на узбекском и русском языках.
В разные периоды, главными редакторами газеты являлись И. Бик, Г. Завельский, В. Николаев, П. Подварков, К. Сергеев, Г. Гулищ, В. Переплеснин, Р. Бородин, Е. Типкин, В. Мильготин, О. Демчик, А. Рахимбаева, Р. Искандаров, И.Надыров, В.Прутян и другие. 